# Cortezo Nuevo
Cortezo Nuevo es un caserío peruano ubicado en el distrito de Lancones, perteneciente a la provincia de Sullana del departamento de Piura, al norte del Perú. 

## Ubicación
Cortezo Nuevo se ubica al noreste de la provincia de Sullana, en el distrito de Lancones, en el departamento de Piura. 

## Demografía
En 2017 Cortezo Nuevo tenía una población de 8 habitantes.